# 宮崎県公安委員会
宮崎県公安委員会（みやざきけんこうあんいいんかい）は、宮崎県警察を管理するため宮崎県知事所轄の下に設置される行政委員会である。3人の委員で構成される。所在地は宮崎市旭1丁目8番28号である。

## 委員
※2023年11月時点
- 委員長
  - 江藤利彦（3期目）[1]
- 委員
  - 山下恵子（2期目）
  - 島津久友（3期目）

## 下部組織
- 宮崎県警察